# مارك ستيوارت (مغني)
مارك ستيوارت (بالإنجليزية: Mark Stewart)‏ هو موسيقي ومغني بريطاني، ولد في القرن العشرين في إنجلترا في المملكة المتحدة.

## وصلات خارجية
- مارك ستيوارت على موقع IMDb (الإنجليزية)
- مارك ستيوارت على موقع ميوزك برينز (الإنجليزية)
- مارك ستيوارت على موقع ديسكوغز (الإنجليزية)